# Lylian Collier
Lylian Collier(Rio de Janeiro, 6 de março de 1936) é uma ex-voleibolista brasileira que foi atleta do Flamengo e Fluminense na década de 50. Jogando pela Seleção Brasileira conquistou a medalha de bronze nos Jogos Pan-Americanos de 1955 no México e a medalha de ouro no Campeonato Sul-Americano de 1956 no Uruguai.

## Carreira
Em 1948 atuou no VIII Campeonato Brasileiro de Voleibol em Belo Horizonte; em 1950, estava na equipe do Fluminense viajou para Lima-Peru; em 1953 disputou Campeonato Brasileiro Extra. Em 1955 conquista o bronze nos Jogos Pan-Americanos; em 1956 após conquista do II Campeonato Sul-Americano em Montevidéu, Uruguai é citada entre as melhores jogadoras do voleibol carioca pelos jornalistas e técnicos.